# إرنست غومبريتش
السير إرنست هانز جوزيف غومبريتش (30 مارس 1909 – 3 نوفمبر 2001), كاتب ومفكر ومؤرخ بريطاني الجنسية نمساوي المولد. له العديد من الكتب والمؤلفات في التاريخ والفن والثقافة منها كتاب قصة الفن وكتاب مختصر تاريخ العالم الصادر عن سلسلة عالم المعرفة.

## طالع أيضًا
- قائمة عناوين سلسلة عالم المعرفة
- قائمة الحاصلين على جائزة بلزان

## روابط خارجية
- إرنست غومبريتش على موقع IMDb (الإنجليزية)
- إرنست غومبريتش على موقع الموسوعة البريطانية (الإنجليزية)
- إرنست غومبريتش على موقع الموسوعة البريطانية (الإنجليزية)
- إرنست غومبريتش على موقع مونزينجر (الألمانية)
- إرنست غومبريتش على موقع ميوزك برينز (الإنجليزية)
- إرنست غومبريتش على موقع إن إن دي بي (الإنجليزية)
- إرنست غومبريتش على موقع ديسكوغز (الإنجليزية)